# Cable Color (Honduras)
Cable Color S.A. de C.V., es la empresa de telecomunicaciones en Honduras, parte del Grupo Continental,  de telecomunicaciones, y que ofrece servicios de: TV Cable, TV Digital, TV HD, Internet, Telefonía, Vozip y Transporte de Datos.  
Cable Color inicia operaciones en enero de 1995. Opera en varias de las ciudades más importantes del país.  
Fue la primera empresa centroamericana en transmitir televisión por cable a través de una red de fibra óptica en Honduras, la primera empresa privada en cablear con fibra óptica el corredor de las ciudades de Tegucigalpa a Puerto Cortés, en la actualidad continúan trabajando para brindar novedosos servicios tanto de comunicación como entretenimiento, que incluyen: televisión por cable, Internet, telefonía, vozip, televisión digital y en HD, transporte de datos y otros similares con altos niveles de calidad, procurando estar a la vanguardia en tecnología y con un enfoque permanente a la excelencia en atención al cliente y así ser fieles a su lema: "Más que una compañía de cable, somos un acceso al mundo".
El 14 de junio de 2019, Cable Color retira de su grilla de programación el canal Univision, siendo objeto de acciones legales interpuesta por la empresa Americana de Producciones S.A. (Ampro) quien distribuye las señales de Univisión, Unimas, Univisión Deportes (hoy TUDN), Galavisión y WLTV